# Rosalie (Nebraska)
Rosalie je selo u američkoj saveznoj državi Nebraska. Prema popisu stanovništva iz 2010. u njemu je živjelo 160 stanovnika.